# 錫塔湖
錫塔湖（白俄羅斯語：Сіта）是白俄羅斯的湖泊，位於布拉斯拉夫以西16公里，由維捷布斯克州負責管轄，長3.8公里、寬0.79公里，面積1.88平方公里，流域面積9.45平方公里，湖岸線長度9.8公里，最大水深28.5米。